# Lampaanjärvi
Lampaanjärvi est un lac de Finlande. Il est situé dans la partie nord-est de Pielavesi,. 